# Thomas Groß (Jurist)
Thomas Groß (* 1964) ist ein deutscher Rechtswissenschaftler und Hochschullehrer an der Universität Osnabrück.

## Leben
Groß studierte Rechtswissenschaften an den Universitäten Tübingen, Genf und Heidelberg. In Heidelberg legte er 1989 sein Erstes Juristisches Staatsexamen ab. 1992 wurde er während seines Referendariats von der Universität Heidelberg zum Dr. iur. promoviert; 1993 legte er sein Zweites Staatsexamen ab. In der Folge war er als wissenschaftlicher Assistent am Heidelberger Institut für deutsches und europäisches Verwaltungsrecht tätig. 1998 erhielt Groß nach seiner Habilitation eine öffentlichrechtliche Venia legendi.
Von 1999 bis 2010 war er Professor an der Universität Gießen auf dem ordentlichen Lehrstuhl für Öffentliches Recht, Rechtsvergleichung und Verwaltungswissenschaft. Dort war er von 2003 bis 2008 Mitglied des Senats und 2008 einer der Mitbegründer der ersten Refugee Law Clinic. Im Sommersemester 2010 wechselte er an die Universität Frankfurt am Main, nahm jedoch bereits im Wintersemester 2011/12 einen Ruf der Universität Osnabrück auf den Lehrstuhl für Öffentliches Recht, Europarecht und Rechtsvergleichung an, den er seitdem innehat.

## Werke
Groß’ Forschungsschwerpunkte liegen vor allem im Europäischen Verwaltungsrecht, der Rechtsvergleichung im öffentlichen Recht, dem Migrationsrecht, dem Umweltrecht und dem Wissenschaftsrecht.
- Die Autonomie der Wissenschaft im europäischen Rechtsvergleich. Nomos, Baden-Baden 1992, ISBN 978-3-7890-2765-9 (Dissertation).
- Das Kollegialprinzip in der Verwaltungsorganisation. Mohr Siebeck, Tübingen 1999, ISBN 978-3-16-147219-0 (Habilitationsschrift).
- mit Natalie Arnold: Regelungsstrukturen der außeruniversitären Forschung: Organisation und Finanzierung der Forschungseinrichtungen in Deutschland. Nomos, Baden-Baden 2007, ISBN 978-3-8329-2645-8.
- Die Legitimation der polyzentralen EU-Verwaltung. Mohr Siebeck, Tübingen 2015, ISBN 978-3-16-154204-6.